# Passalus opacus
Passalus opacus (лат.) — вид сахарных жуков рода Passalus из семейства пассалиды (Passalidae). Неотропика (Боливия, Венесуэла, Колумбия, Перу). Длина около 4 см. Отличается следующими признаками: тело матовое; центральный бугорок со свободной или слабо свободной вершиной; если достигает передней границы лица, то метастернум густо опушен (передний и латеральные участки). Вторичные медиально-фронтальные бугорки присутствуют и крупные (группа «Neleus»). Гипостомальный отросток без матовой бороздки над вершиной (подрод Passalus). Максилла с лациниями, двузубчатыми в апикальной трети. Медиобазальный участок ментума выступающий. Простернеллум ромбовидный.